# 대만인
대만인(중국어 정체자: 臺灣人, 간체자: 台湾人, 병음: Tâi-uân-lâng) 또는 타이완인은 대만에 정착하여 살고 있는 사람을 두루 가리킨다. 타이완에서는, 옛날에 "푸젠성 남부에서 이주한 사람(남인이나 푸젠 사람)"라고 하는 의미도 있지만, 그것은 하카인과 구별하는 경우도 있어서, 1945년 중화민국의 영토로 편입된 이후부터 최근에 이주한 한족(외성인)과 구별하는 경우도 있었다. 예로 리덩후이와 천수이볜은 본성인 계통의 중화민국 총통이었다.

## 의미
'대만인'의 정의는 경우에 따라 다음과 같은 의미로 나뉜다.
1. 대만에서 태어나거나, 부모가 대만에서 태어났으나 대만 밖에서 거주하는 사람 및 그 후손 → 중화민국 국민이 아닌 사람도 포함한다.
2. 1945년 중화민국에 편입하기 전부터 대만에 거주하고 있는 사람 및 그 후손 → 한족 본성인(本省人) 및 대만 원주민
3. 대만에 살고 있는 모든 사람 → 위의 정의에 외성인(外省人) 및 이민자를 포함
4. 1949년 이후 중화민국 국적을 보유한 사람 → 중화민국 국민

## 역사
타이완은 17세기부터 난터우 어족 계열의 사람들이 거주한 섬으로 17세기에 포르투갈, 스페인, 네덜란드의 식민지배를 거쳐 명나라의 정성공이 정씨왕국을 세워 지배했었다. 그러나 나중에 청나라가 지배하면서 타이완은 푸젠성의 일부에 속하게 되었다. 1894년부터 발발한 청일 전쟁에서 청나라가 패배하면서 1895년, 시모노세키 조약에 따라 일본 제국에게 타이완을 할양하였다.
그 이후, 일본은 제2차 세계 대전에서 패망하기까지 약 50년간 타이완을 식민 통치했다. 그러나 1945년 일본이 패전한 후 타이완 섬이 중화민국에 귀속됨에 따라 외성인이 타이완에 정착하는 비율이 높아지기 시작하였고, 대만일치시기 때도 타이완에 거주하던 본성인 사이에서 문화적 차이가 벌어졌다. 상징적인 사건이 1947년 2월 28일에 일어난 2·28 사건인데, 중국 국민당을 핵심으로 한 외성인의 권력에 의해 적어도 2만 명 이상의 본성인들이 무참히 학살되었다. 양자의 대립은 현재까지도 완전히 해결되지 않고 있다.

## 같이 보기
- 재일 타이완인
- 본도인
- 중국인
- 중화민국 국민
- 한족
- 본성인
- 외성인